# 高道权
高道权（1962年4月—），安徽来安人，汉族，中国共产党党员。中华人民共和国政治人物、第十三届全国人民代表大会解放军和武警部队代表。

## 生平
2018年，高道权被选为解放军和武警部队出席第十三届全国人民代表大会代表。2017年6月任中国人民武装警察部队云南省总队司令员、党委副书记。